# Salo (Finlandia)
Salo (en finés: Salon kaupunki) es una ciudad situada en la región de Finlandia Propia, en Finlandia. Está situada a orillas del mar. Debido a que los municipios de Halikko, Kiikala, Kuusjoki, Kisko, Muurla, Perniö, Pertteli, Suomusjärvi y Särkisalo se unieron en Salo, el número de habitantes se incrementó.

## Demografía
| Gráfica de evolución de Salo entre 1980 y 2019 |
|                                                |
| Fuente: Tilastokeskus.                         |

## Personajes ilustres
- Sauli Niinistö, presidente de Finlandia.
- Minna Ora, cantautora solista y vocalista de The Rack Dolls, vocalista y guitarrista de Duo Minna Ora & Anniina Jokinen y Acoustic Lady.